# Нижние Ворота
Ни́жние Воро́та (укр. Нижні Ворота) — село в Мукачевском районе Закарпатской области Украины. Административный центр Нижневоротской сельской общины.
Расположено у подножия Восточных Бескидов и Верецкого перевала, соединяющего Закарпатскую и Львовскую области.
Население по переписи составляло 2504 человека. Телефонный код — 03136. Занимает площадь 2,878 км². Код КОАТУУ — 2121584201.

## История
Прежнее название села Нижние Верецки связывают с местами среди гор, которые раньше назывались веретками. В X—XI в. через Нижние Верецки и Верецкий перевал, который издавна назывался Русскими Воротами (Porta Rusicae), поддерживались связи закарпатских земель с остальной территорией Киевской Руси, в состав которой они входили. В 1241 году через Нижние Верецки прошли орды хана Батыя, опустошавшие и разорявшие все на своем пути. От гибели и плена спаслись лишь те жители, которым удалось скрыться в лесах и горах. В XIII в. венгерские феодалы распространили свою власть на горные районы Закарпатья. Вследствие феодальных распрей и междоусобиц село неоднократно переходило от одного владельца к другому. После поражения Венгрии в войне с Турцией в 1526 г. Нижние Верецки вместе с Мукачевом перешли во владение вассалов последней — трансильванских князей.
В ответ на союз трансильванского князя Дьердя II Ракоци с Богданом Хмельницким польские войска в 1657 году вторглись на территорию Мукачевской доминии и опустошили ряд населённых пунктов, в том числе и Нижние Верецки. После этого многие жители села бросили свои клочки земли и ушли с семьями искать лучшей жизни. Часть из них переселилась в Галичину и Россию .
В 1946 году указом ПВС УССР село Нижние Верецки переименовано в Нижние Ворота.

## СМИ[2]

### Телеканалы
- 9 ТВК — Мультиплекс MX-7

### Радиостанции
- 105,0 МГц — Українське Радіо